# Morteza Gholi Ghadimi Navai
Morteza Gholi Ghadimi Navai (* 1921 in Teheran; † unbekannt) war ein iranischer Botschafter.

## Leben
Er studierte Politikwissenschaft an der Universität Teheran. 1940 trat er in den auswärtigen Dienst.
1945 wurde er im Rechnungsarchiv beschäftigt und 1946 im Kryptographie-Büro. Von 1949 bis 1951 war er der Botschaft in Belgrad attachiert, wo er 1950 zum Gesandtschaftssekretär zweiter Klasse und 1951 Gesandtschaftssekretär erster Klasse ernannt wurde. 1952 war er Gesandtschaftssekretär erster Klasse in Bern. 1953 wurde er im Büro des Außenministers beschäftigt. 1955 war er Gesandtschaftssekretär erster Klasse in Paris, wo er 1957 zum Gesandtschaftsrat ernannt wurde. Von 1958 bis 1961 war er Botschafter in Rabat. Am 12. Mai 1964 wurde ihm Exequatur als Generalkonsul in München erteilt. Vom 14. Oktober 1968 bis 1973 war er Botschafter in Tunis.
Im Oktober 1974 wurde er Staatssekretär für Kultur im Außenministerium:
Am 19. November 1975 unterzeichneten die stellvertretenden Außenminister, Klaus Willerding und Mortez Ghadimi Navai ein Abkommen über kulturelle Zusammenarbeit, für die Regierung der Deutschen Demokratischen Republik, beziehungsweise für die kaiserliche Regierung des Iran.